# F (Roman)

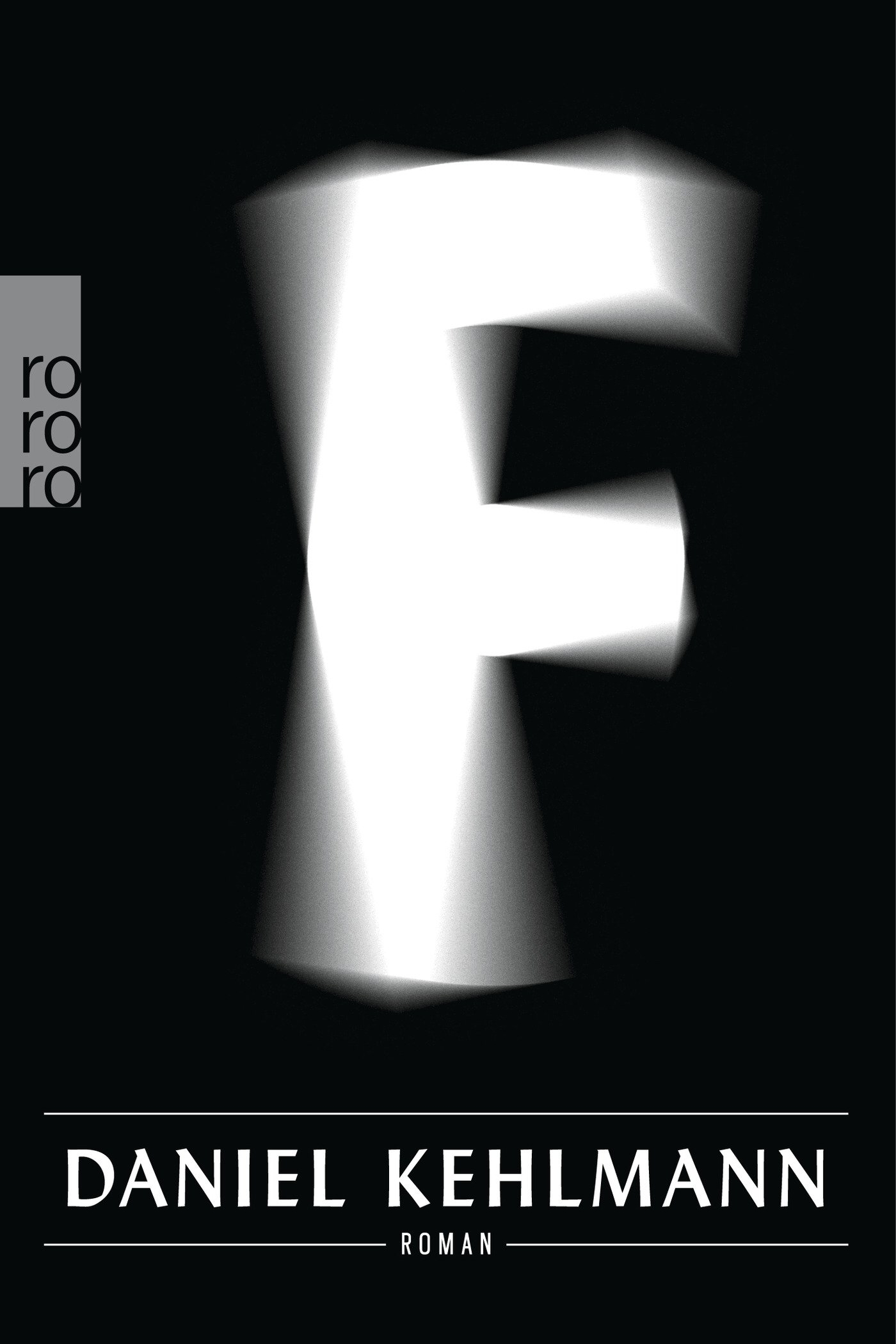
Daniel Kehlmann: F (2014)

F ist ein im September 2013 erschienener Roman des in Berlin lebenden Schriftstellers Daniel Kehlmann. In diesem Roman geht es um einen Vater und dessen drei Söhne, die jeweils für sich Betrüger, Fälscher oder Heuchler sind. Der Roman wurde in die Longlist des Deutschen Buchpreises 2013 aufgenommen.

## Inhaltsangabe
Arthur:
Arthur Friedland hat drei Söhne: Martin, Eric und Iwan. Zu Beginn fährt er mit diesen zu einer Hypnotiseur-Show, bei der er vom Hypnotiseur Lindemann vorgeführt wird. Gedemütigt fährt er seine Söhne nach Hause. Daraufhin kündigt er sein tristes, biederes Leben und zieht sich in ein abgelegenes Landhaus zurück, um zu schreiben und später nur noch zu lesen. Unter anderem schreibt er die Erzählung „Familie“, in der der Stammbaum seiner Familie erzählt wird, sowie „Mein Name sei Niemand“, worin interessante Parallelen besonders zum Leben Iwans auftreten (beispielsweise wird Iwans Tod – dargestellt als plötzliches Aussetzen des Satzes – darin antizipiert). Im Zentrum einer weiteren Erzählung steht F., der vorerlebt, was später seinem Sohn Iwan zustoßen wird.
Am Ende taucht Arthur wieder auf. Er begleitet jetzt – sensibilisiert für die Welt der Jugendlichen (was er zu Beginn nicht war) – seine Enkelin Marie zum Jahrmarkt und führt mit ihr eine ausgewogene, jugendgerechte Konversation. Als Marie sich im Labyrinth verläuft, hilft er ihr. Zum Abschluss zeigt er Marie ein Kunstwerk Eulenböcks, das von Iwan gemalt wurde.
Martin:
Martin, der Sohn aus erster Ehe, wird im späteren Leben Pfarrer. Er ist stets hungrig und ein Verstandesmensch: Trotz seiner Profession ist es ihm unmöglich, an Gott zu glauben, auch wenn er sich seinen Glauben herbeiwünscht. Damit wird ihm das Amt mehr oder minder zur Qual, und tiefere Glaubensfragen muss er mit einem Hinweis auf „das Mysterium“ abwehren. Von seinem Halbbruder Eric, einem Vermögensverwalter, wird er in dessen Büro eingeladen. Martin lässt sich auf ein Gespräch ein und erscheint im Büro, wo er den völlig geistesabwesenden Eric antrifft, der permanent mit seinem Telefon herumspielt. Martin erfährt von Eric nicht viel, und plötzlich verabschiedet sich dieser. Zurück im Pfarramt bekommt Martin Ron, einen jugendlichen Schläger, der seinen sozialen Dienst im Pfarramt absolvieren soll, zugeteilt.
Eric:
Eric verwaltet unter anderem den Nachlass des alten Herren Klüssen und lässt diesen im Unklaren darüber, dass sein gesamtes Vermögen aufgebraucht ist. An dieser Stelle ist Eric also der Heuchler. Im Zuge dessen wird Eric zusehends paranoid. Er weiß nicht mehr, wen er gerade angerufen hat und wer gerade vor ihm steht – oder nicht. Seine Frau Laura will eine Auszeit von ihm. Mit Laura hat Eric ein Kind: Marie. Die Ehe scheitert, und Eric zieht später ins Pfarramt, wo er es allerdings nicht lange aushält.
Die Finanzkrise stellt sich für Eric als Segen dar. Im Zuge der generellen Verunsicherung täuscht er Klüssen über die Gründe für den Verlust von dessen Vermögen. Nach dieser für ihn unverhofften Wende erlangt Eric seinen Glauben wieder und sieht in dem Geschehenen ein Wunder und das Wachen Gottes über sein Schicksal und fühlt sich von Gott auserwählt. Jedoch gelingt es ihm nicht, seinen ihm Obdach gewährenden Bruder von seinem neu gewonnenen Glauben zu überzeugen.
Iwan:
Iwan ist der Künstler der drei Söhne und Erics Zwillingsbruder. Häufig wird betont, dass die beiden kaum auseinanderzuhalten seien. Ebenso, dies erfährt man in Form innerer Fokussierung, fühlen beide oft keine klare Grenze zwischen sich, und mitunter drohen die Persönlichkeiten zu verschwimmen.
Iwan selbst ist Kunstkritiker und gleichzeitig Künstler, was er aber nicht zu erkennen gibt. Er kritisiert die Werke Eulenböcks, sogar solche, die noch gar nicht existieren, da Iwan sie noch nicht gemalt hat. In der Kunstwelt ist er als Kunstkenner bekannt. Als Iwan eines Tages das Haus verlässt, trifft er auf eine Gruppe Jugendlicher, die einen anderen Jugendlichen treten. Normalerweise wäre Iwan an ihnen vorbeigegangen. Doch innerlich interferiert bereits sein Bruder-Ich, er kehrt um und zeigt unfreiwillig Zivilcourage. Infolgedessen wird auch Iwan niedergeschlagen. Er steht wieder auf und wird daraufhin niedergestochen. Die Schläger fliehen, der zuvor Verprügelte stiehlt Iwan die Brieftasche und flieht ebenfalls. In der Annahme, die Jugendlichen könnten zurückkehren, zieht sich Iwan in sein Fälscher-Atelier (von dem niemand etwas weiß) zurück und stirbt unter Wahnvorstellungen an seiner Stichverletzung.
Marie:
Zuletzt lernt der Leser Marie kennen. Sie ist die Tochter von Eric und Laura, die beide schon getrennt leben. Marie hat damit weder ein festes Elternhaus noch Kontakt zu ihrem Großvater. Ihre Situation ändert sich, als sie sich eines Tages auf eine Nachricht von Arthur hin mit diesem trifft und mit ihm zum Jahrmarkt fährt. Dort treffen die beiden den Hypnotiseur vom Beginn des Buches wieder. Dieser hat seinen Seh- und Hörsinn verloren. Außerdem ist ihm das Publikum ausgegangen, er verkümmert nunmehr auf dem Jahrmarkt und scheitert im Tarot-Karten-Lesen.
Es stellt sich weiterhin heraus, dass Eric Iwans Hinterlassenschaft erbt und mit dieser durch die Zeit der Finanzkrise kommen wird. Iwan wird inzwischen seit vier Jahren vermisst. Er liegt tot in seinem geheimen Atelier, verlassen in einem heruntergekommenen Teil der Stadt.
Abschließend leitet Eric, der jetzt jeden Tag zur Beichte geht und bereut, eine Seelenmesse ein, bei der alle außer Arthur nochmals anwesend sind. Der Trauerzug setzt sich in Gang, angeführt von Martin und dem Messdiener Ron, dem Marie die Bitte, mit ihm auszugehen, abschlägt. Ron ist einer der Jugendlichen, die Iwan verprügelt hatten.

## Erzähltechnik
Die einzelnen Großabschnitte „Der große Lindemann“, „Das Leben der Heiligen“, „Familie“, „Geschäfte“, „Von der Schönheit“ und „Jahreszeiten“ sind in unterschiedlicher Erzählhaltung verfasst. Die drei Brüder werden jeweils in der Ich-Perspektive mit Innensicht präsentiert. Besonders eindringlich geschieht dies in „Geschäfte“, in dem die Geschichte des paranoiden Eric erzählt wird. In „Jahreszeiten“ und „Der große Lindemann“ waltet ein auktorialer Erzähler, der es sich gelegentlich herausnimmt, ebenso in das Innenleben der Figuren zu schauen, und mitunter ironisch pointiert das Geschehen kommentiert.

## Themen
Schon der Titel berührt das Spannungsfeld aus Fakten vs. Fiktion, Dichtung vs. Wahrheit. Genau darum kreisen ebenso die Geschichten der drei Söhne, die jeweils den Schein wahren müssen über einem hohlen Kern. Der zweifelnde Pfarrer etwa muss stets, wenn ihm eine heikle religiöse Frage gestellt wird, auf ein Mysterium ausweichen, das er nicht erklären kann, was die Kommunikation an dieser Stelle beendet. Ebenso muss der Anlageberater den Schein wahren, der Anleger habe noch ein Vermögen, das allerdings in Wahrheit schon dissoziiert ist.
Andererseits stellt der Roman die Frage nach einem Fatum, einem dem menschlichen Handeln zugrunde liegenden Schicksal. Inwieweit die Akteure frei handelnde Figuren sind, ist eine offene Frage. Besonders in der ersten Szene beim Hypnotiseur wird dies durch Innensichten der Figuren plastisch veranschaulicht.
- literarische Anspielungen: Artussage, Star Wars, Mein Name sei Niemand (Gantenbein?), Schiller, …
- Zufall und Schicksal: Finanzkrise, Walten Gottes, …
- Beziehung von Erwachsenen zur Jugend

## Rezensionen
- Adam Soboczynski: Daniel Kehlmann: Spiel der Dämonen. In: Die Zeit, 23. August 2013, Nr. 35
- John Williams: Lars Iyer’s ‘Wittgenstein Jr.,’ Daniel Kehlmann’s ‘F’ and More. In: The New York Times, 24. September 2014
- Rezensionsnotizen zu F (Roman) bei Perlentaucher

## Ausgaben
- F. Rowohlt, Reinbek bei Hamburg 2013, ISBN 978-3-498-03544-0 (Gebundene Ausgabe)
- F. Rowohlt, Reinbek bei Hamburg 2014, ISBN 978-3-499-24927-3 (Taschenbuch)
- F. Rowohlt, Reinbek bei Hamburg 2014, ISBN 978-3-86909-160-0 (Hörbuch)